# Blokade af Gazastriben
Blokaden af Gazastriben er den igangværende land-, luft- og søblokade af Gazastriben, som blev pålagt af Israel og Egypten midlertidigt i 2005-2006 og permanent fra 2007 og fremefter, efter den israelske tilbagetrækning fra Gaza.
Blokaden blev gjort permanent, efter at Hamas tog kontrol over Gazastriben som følge af Slaget om Gaza, beslaglæggelse af regeringsinstitutioner og erstattede Fatah og andre embedsmænd fra det palæstinensiske selvstyre (PA) med Hamas-medlemmer. Efter at Hamas havde vundet valget og dannet en regering i marts 2006 – ledet af Ismail Haniya – udstedte Israel og Mellemøst-kvartetten betingelser for deres fortsatte økonomiske støtte og videre dialog med den nye Hamas-ledet PA-regering. Disse betingelser var: anerkendelse af Israel, afstandtagen fra voldelige handlinger og accept af tidligere aftaler mellem Israel og PA, herunder Oslo-aftalerne. Hamas nægtede at acceptere disse betingelser, hvorfor bistanden til PA blev stoppet og sanktioner mod den nye regering blev pålagt. 
Da Hamas overtog magten i Gazastriben, lukkede Egypten og Israel stort set deres grænseovergange til Gazastriben med den begrundelse, at Fatah og PA-styrkerne var flygtet fra området og derfor ikke længere var i stand til at sørge for sikkerhed på den palæstinensiske side. Egypten var bekymret for, at Hamas' kontrol over Gazastriben ville øge iransk indflydelse. Den egyptiske udenrigsminister Aboul Gheit forklarede også, at åbning af Rafah-grænseovergangen – den eneste grænseovergang mellem Egypten og Gaza – ville underminere PA's legitimitet. Israel sagde, at blokaden var nødvendig for at beskytte israelske borgere mod "terrorisme, raketangreb og enhver anden fjendtlig aktivitet" og for at forhindre varer med dobbelt anvendelse muligheder (civilt og militært) i at komme ind i Gazastriben.
Israel er blevet anklaget for at overtræde eller undlade at opfylde specifikke forpligtelser, som det havde forpligtet sig til i henhold til forskellige våbenhvileaftaler ved forskellige lejligheder, idet de ikke har lindret eller ophævet blokaden. Grænseoverganger er gentagne gange blev lukket, bufferzoner er blev genoprettet, importen til Gazastriben er faldet, eksporten blev blokeret, og færre borgere i Gazastriben har fået udrejsetilladelse til Israel og Vestbredden. PA-præsident Mahmoud Abbas har givet udtryk for sin støtte til de egyptiske grænserestriktioner. I 2014 og frem har Abbas udtrykt støtte til Egyptens indsats og kamp mod smuglertunneler, herunder har han hilst Egyptens oversvømmelser af tunnelerne velkommen.